# Марикостиново
Марико̀стиново е село в Югозападна България, част от община Петрич, област Благоевград.

## География
Село Марикостиново е разположено в Петричко-Санданската котловина на левия бряг на река Струма. Отстои на 11 километра източно от общинския център Петрич. Западно до селото преминава европейския път E79. Марикостиново има ЖП гара на линията София – Кулата. Години наред от товарната ЖП гара на селото с хладилни вагони са изнасяни ранни домати и сочни праскови. В поминъка на селото са още чушки, сливи, зарзали, фъстъци, смокини и грозде, от което се приготовляват висококачествени домашни вина.

## История
Според стара легенда девойка на име Мария от този край е преследвана от турците. Тя е заловена от поробителите в района на днешното село Марино поле и е убита. Дивите животни разнесли костите ѝ. Там където те са открити от нейните близки, възникнало село Марикостиново.
Село Марикостиново е селище с богато историческо минало. В землището на селото са открити археологически останки от времето на античността и средновековието. В местността Марена (на около 3 километра северозападно от селото) са запазени останки от антична крепост.
Селото се споменава в османски данъчни регистри от 1616 – 1617 и 1625 година.
През XIX век Марикостиново е чисто българско село, числящо се към Демирхисарска кааза. В „Етнография на вилаетите Адрианопол, Монастир и Салоника“, издадена в Константинопол в 1878 година и отразяваща статистиката на населението от 1873 година, Марикостено (Marikosténo) е посочено като село с 60 домакинства, като жителите му са 210 българи. Между 1896 – 1900 година селото преминава под върховенството на Българската екзархия.
В 1891 година Георги Стрезов пише за селото:
| „ | Марикостеново, има чифлик една част, на един арнаутин Рушен. Разположено на поляна 1/2 час до Струма; от Спанча има 1 1/2 час път на север. Селяните всички речи се занимават със земеделие. До това село са прочутите минерални лековити води. От май до септември се редят болни, особено от ревматизъм и повечето пъти здрави се връщат. Болните живеят в 3 – 4 къщички, като ханища, до самата вода. В старата църква има икона „Св. Дим. и Св. Глеб“ по словенски; четат гръцки. 70 къщи само българе. | “ |

В 1892 година е завършена църквата „Вси Светии“, опожарена в 1912 година и възстановена след 1918 година.
Съгласно статистиката на Васил Кънчов („Македония. Етнография и статистика“) от 1900 година селото брои 500 жители, всички българи-християни.
Според статистиката на секретаря на Българската екзархия Димитър Мишев („La Macédoine et sa Population Chrétienne“) в 1905 година селото вече се числи към Мелнишка кааза. Християнското население на Марикостиново се състои от 560 българи екзархисти. В селото има 1 начално българско училище с 1 учител и 32 ученици.
Митрополит Емилиан Мелнишки пише, че на 28 януари 1908 година българска чета запалва баните край Марикостиново.
Селото е освободено от османска власт през октомври 1912 година по време на Балканската война от Седма рилска дивизия. При избухването на войната четири души от селото са доброволци в Македоно-одринското опълчение. През Междусъюзническата война от 1913 година Марикостиново е завзето и опожарено от гръцките войски.
След войната в селото се заселват българи-бежанци от Демирхисарско и Сярско, предимно от селата Спатово, Кумлия и Рупел.
През октомври 1925 година по време на гръцко-българския пограничен конфликт, известен като Петрички инцидент, гръцката армия е спряна на възвишенията преди селото. България е нямала право на въоръжена войска, но хората извадили от дълбоките тайници саби, пищови и пушки. Пред европейските комисии те размахвали тояги, мотики и сърпове, демонстрирайки високия дух на омраза към нашествениците, привидно без оръжия.

## Население

### Етнически състав
Преброяване на населението през 2011 г.
Численост и дял на етническите групи според преброяването на населението през 2011 г.:
|                     | Численост |
| Общо                | 1283      |
| Българи             | 1231      |
| Турци               | -         |
| Цигани              | 4         |
| Други               | 6         |
| Не се самоопределят | 3         |
| Неотговорили        | 39        |

## Транспорт и комуникации
Село Марикостиново е достъпно чрез обществен транспорт-автобуси и влакове, но транспортната осигуреност е слаба. Особено в почивни дни достъпът е проблемен. Принадлежи административно към област Благоевград и община Петрич. Съответно е част от областната и общинската автотранспортна схема. Автобусната спирка се намира извън селото, в началото на ул. „Асен Златаров“. Не е обозначена, няма навес и никакви условия за хора с увреждания. На мястото е съществувала стара автобусна спирка, която е разрушена при реализацията на инфраструктурен проект.
По жп линията София-Кулата от 2016-та година функционира жп спирка Марикостино (погрешно означавана на някои карти като жп гара Марикостиново). Намира се на около 2,5 км западно от селото, в района на специализираната болница по рехабилитация. Според сезонното разписание на железниците има 4 или 5 влака на ден. Достъпът от селото до гарата е много неудобен-пътят е тесен, неосветен, без изградени тротоари, при пресичането му с други пътища няма пешеходни пътеки или светофари. Няма обществен транспорт между селото и гарата.
На запад от селото преминава автомагистрала Струма. Изграден е пътен възел за достъп до селото. В добро състояние са пътните връзки със съседните села Марино поле и Дрангово.
Покритието на мобилните оператори е добро, има интернет и кабелна телевизия за частни абонати. Няма обществени телефони, не са известни точки за обществен достъп до интернет. С добро качество се приема ефирна цифрова телевизия. В сградата на кметството се помещава пощенска станция на Български пощи. Има разкрита каса на ИзиПей, през която е възможно да се заплащат битови сметки и да се получават парични преводи. Няма разкрити банкови клонове или офиси. Функционира един  банкомат-на бензиностанция близо до пътния възел за селото.

## Обществени институции
- Основно училище „Кирил и Методий“
- Читалище „Просвета 1937“

- Кметството
- Училище „Кирил и Методий“
- Читалище „Просвета 1937“
- Театрална зала към читалището
- Военният паметник
- Паркът в центъра на селото

## Културни и природни забележителности
Марикостиново е известен балнеоложки център. В района на селото, северозападно от него има лековити горещи минерални извори. Покрай изворите са се образували кални бани, в които успешно се лекуват заболявания на опорно - двигателния апарат, периферната нервна система и гинекологични заболявания. Водата извира при температура 63 °C. В близкото минало топлата вода е била използвана за отопление на големи площи оранжерии.
Въпреки добрите условия, туризмът не е развит в Марикостиново. Към 2021 година функционира един хотел и една къща за гости. Няма отбелязани туристически пътеки и маршрути, няма категоризирани места за хранене. Най-близкият туристически информационен център се намира в общинския център гр. Петрич. Най-големият брой посещения са свързани със Специализираната болница по рехабилитация.
В Държавен архив има данни за германско военно гробище от Първата световна война, както списък с имена на загинали български военни, погребани в селото: 41 в селските гробища (1912-1913г.), 7 в района на Марикостинските бани (зад баните, на около 230м. северозападно от х-л „Мантар“) и 15 в местност на 2 км северно от баните (1915-1918г.).

## Редовни събития
На 24 май се провежда ежегоден събор, който е един от най-големите в района.
Големи празненства с курбан се правят на патронния празник на църквата „Вси Светии“, на 6 януари.

## Личности
Родени в Марикостиново
В селото са работили народните учители даскал Андон Смилянов и даскал Иван Граматиков
- Боянка Страхилова (р. 1951), българска тъкачка, герой на социалистическия труд
- Георги Тумпалов, български борец и бизнесмен
- Крум Бибишков (р. 1982), български футболист
- Пламен Граматиков, български ядрен и топлофизик
- Стоянка Бонева (р. 1938), българска народна певица

Загинали във войните жители на с. Марикостиново
- Георги Илиев Вратезов, редник, набор 1909, 67-и пехотен полк, погребан до с. Ангиста
- Георги Манев Гърбев (Гърбов), редник, 14-и пехотен полк, погребан при с. Удово
- Илия Мицов Прапаров, редник, набор: 1896, 13-а допълваща дружина, погребан до с. Лахана
- Илия Цветков Ищевчин, редник, набор: 1902, 56-и пехотен полк, погребан при Демир Хисар
- Иван Сотиров Беков, редник, 64-ти пехотен полк, безследно изченал
- Илия Манолов Каварджиков, редник, 71-ви пехотен полк, починал в Солун като военнопленник
- Митре Буджов Смилянов, редник, набор: 1884 , 13-и пехотен полк, погребан до Лахана
- Сотир Милев Божов, редник, 2-ра допълваща дружина, погребан в София
- Тома Иванов Караманов, подофицер, набор: 1915, 2/14-а пехотна дружина, убит на 04.02.1943г., погребан е в Марикостиново.
- Янчо Христов Желязков, редник, 56-и пехотен полк, убит при Въртекоп

Свързани с Марикостиново
- Димитър Бербатов (р. 1981), български футболист
- Карамфил Божиков (р. 1984), български народен певец